# Klettersteig Torre Clampil

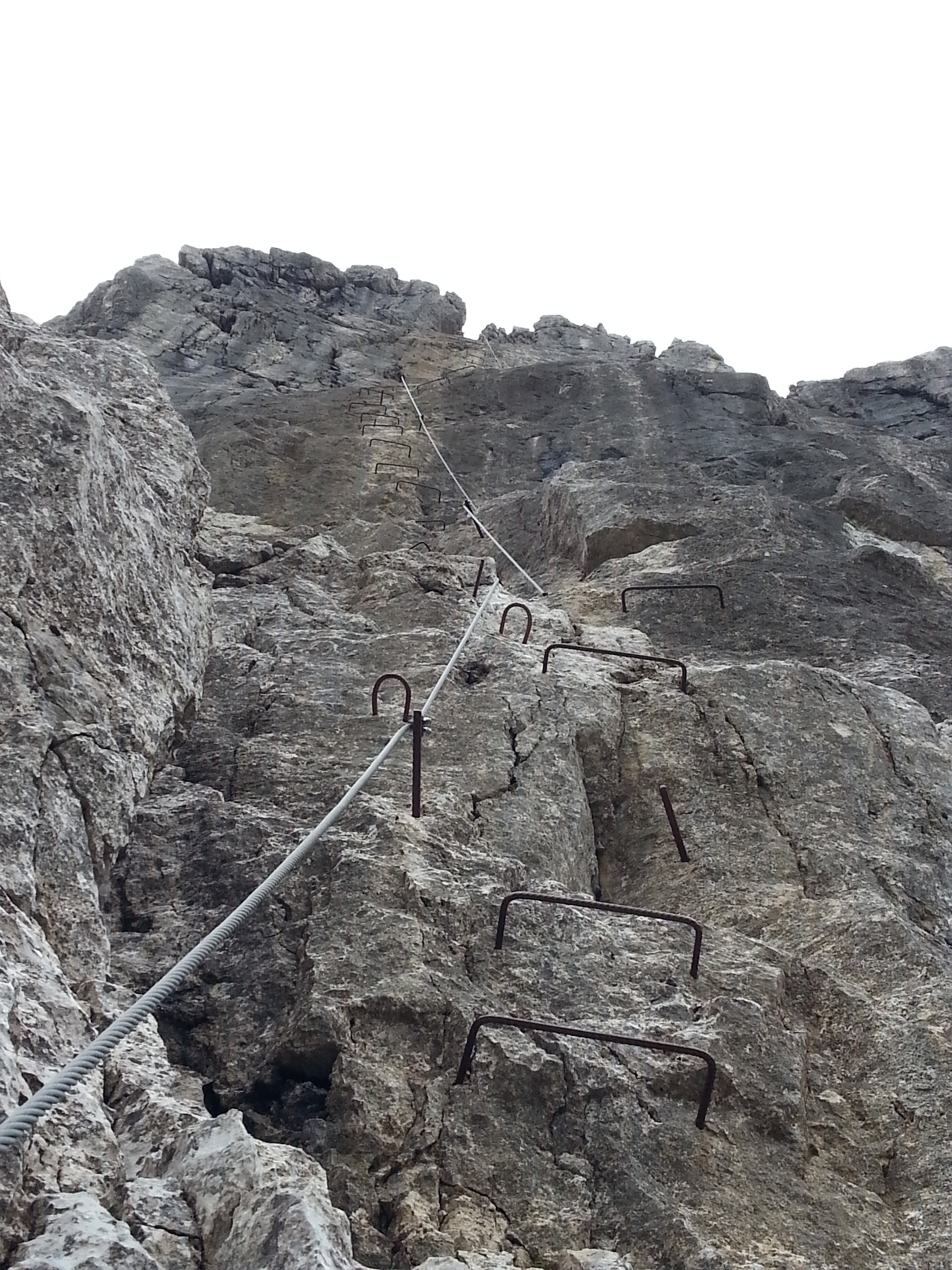
Torre Clampil

Der Klettersteig Torre Clampil (Winkelturm Nordwand Klettersteig) ist ein Klettersteig hoher Schwierigkeitsbemessung (D/E) durch die Nordwand des Winkelturms bzw. Torre Clampil (2078 m) am Nassfeld-Pass in den Karnischen Alpen, im Grenzbereich zwischen dem österreichischen Bezirk Hermagor in Kärnten und der italienischen Region Friaul-Julisch Venetien.

## Erreichbarkeit

Topographie des Klettersteiges

Der Torre Clampil und dessen Nebengipfel Winkelturm (2040 m; italienisch: Torre Winkel) bilden einen Vorberg des Rosskofels (2239 m, italienisch: Monte Cavallo) im Karnischen Hauptkamm. Von österreichischer Seite ist er über die Nassfeld Straße (B 90) und von italienischer Seite aus über die Strada provinciale 110 erreichbar. Da er sich in einem Tourismusgebiet befindet, ist er über leichte Wanderwege zu erreichen. Zudem befindet sich die auf 1909 m gelegene Bergstation des Millennium-Express, nur wenige Gehminuten vom Klettersteig entfernt.

## Klettersteig
Der seit Sommer 2007 begehbare Klettersteig führt in direkter Linie über rund 180 Höhenmeter durch die Nordwand des Torre Clampil. Während der Einstieg und der Wandvorbau mit den Schwierigkeitsgraden A bis C angeschlagen sind, geht es ab einem markanten Grasband in den Graden D und E durch den Steilfels und einen Kamin zum Ausstieg. Der Steig ist gut abgesichert und mit zahlreichen Stahlbügeln und -stiften als Aufstiegshilfen versehen. Der Steig zählt aufgrund seiner Ausgesetztheit und Höhe zu den schwierigeren Klettersteigen in Kärnten und ist der am schwierigsten bewertete im Nassfeldgebiet. Der Klettersteig hat keinen Notausstieg, sollte bei Schlechtwetter gemieden und nicht als Abstiegsvariante gewählt werden.
Der Abstieg erfolgt über die teilweise gesicherte Westseite zur Contin-Scharte, oder über den Ostgrat-Klettersteig (B/C) des Winkelturmes zurück zum Wandfuß.